# أحمد عثمان (سياسي)
أحمد عثمان (بالإنجليزية: Ahmed Usman)‏ هو سياسي نيجيري، ولد في 1951. انتخب حاكم ولاية أويو ‏ وانتخب حاكم ولاية أوندو ‏.